# Dörnick
Dörnick ist eine Gemeinde im Kreis Plön in Schleswig-Holstein. Die Gemeinde liegt in der Holsteinischen Schweiz und besteht aus den zwei Ortsteilen Karpe und Dörnick. Neun Zehntel der Gemeinde sind Landschaftsschutzgebiet.

## Geografie und Verkehr
Dörnick liegt an der Bundesstraße 430 etwa 3 km westlich von Plön. Die Gemeinde wird von der Schwentine und der Karper Beek eingerahmt.

## Geschichte
Bis 1974 gab es in Dörnick eine Einklassenschule, mit vier Klassenstufen in einem Klassenraum, die alle von einem Lehrer unterrichtet wurden. Der letzte Dorflehrer in Dörnick war Gustav Danker.

## Politik

### Gemeindevertretung
Bei der Kommunalwahl am 14. Mai 2023 wurden insgesamt neun Sitze vergeben. Von diesen erhielten die Aktiven Bürger Dörnick sechs Sitze und die Allgemeine Wählervereinigung Dörnick drei Sitze.

### Wappen
Blasonierung: „Von Silber und Blau im Wellenschnitt geteilt. Oben ein aus zwei überkreuz gestellten stilisierten Pferdeköpfen bestehendes rotes Giebelbrett, unten ein silbernes Boot mit seitlichem Steuerruder.“
Die über Kreuz gestellten stilisierten Pferdeköpfe sind heute noch auf dem ehemaligen Rinderstall (heutiges Wohnhaus) und dem alten Pferdestall des Reiterhofes Hohelieth zu sehen.

## Wirtschaft
In Dörnick gibt es keine Geschäfte, lediglich einige kleinere Gewerbebetriebe wie z. B. einen Elektriker, einen Immobilienmakler, eine Unternehmensberatungsgesellschaft, zwei Tischlereien, eine Zimmerei und einen Reiter- und Pferdehof.
Seit 1999 gibt es in Dörnick eine Wetterstation des Deutschen Wetterdienstes.

## Sehenswürdigkeiten
In der Liste der Kulturdenkmale in Dörnick stehen die in der Denkmalliste des Landes Schleswig-Holstein eingetragenen Kulturdenkmale.

## Persönlichkeiten
- Gertrud von Brockdorff (1893–1961)
- Heinrich Harms (1861–1933) lebte über 20 Jahre als Dorflehrer in der Gemeinde. Nach ihm wurde die Dörnicker Dorfschule benannt. Das Gebäude existiert noch immer und wird inzwischen privat genutzt, trägt aber noch die Inschrift „Heinrich-Harms-Schule“ in der Fassade.
- Gustav Danker (1914–2020), über 30 Jahre Dorflehrer, bis zur Schließung der Schule 1974; mit über 105 Jahren der älteste Bürger